# مجموعة دعم

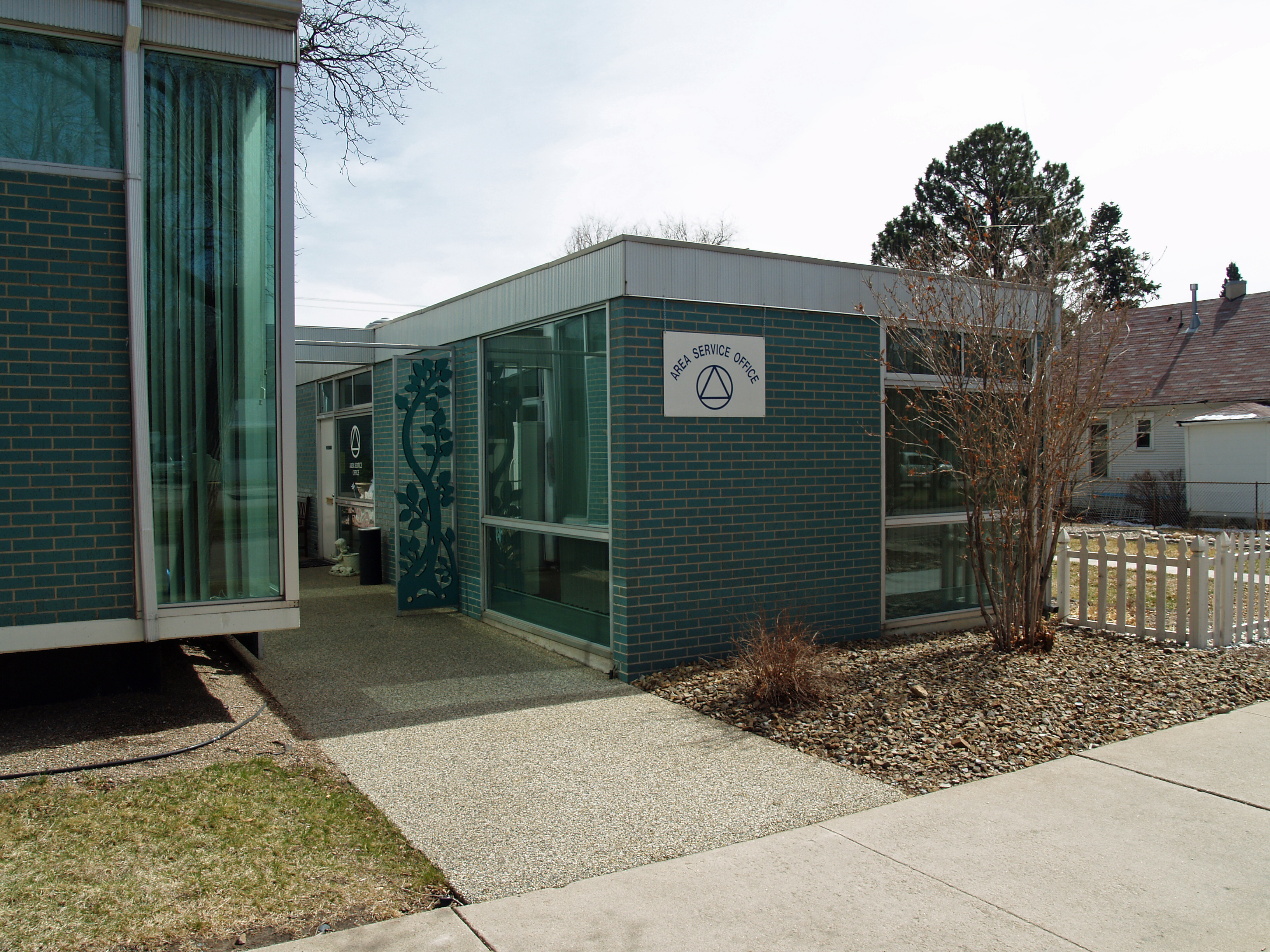

يقدم الأعضاء لبعضهم في مجموعة الدعم أنواع مختلفة من المساعدة، تكون عادة غير مهنية وغير مادية، لخاصية مشتركة معينة عادة ما تكون مرهقة. ويمكن أن يجتمع الأعضاء الذين يعانون من نفس المشاكل لمشاركة استراتيجيات المواجهة، والشعور بمزيد من القوة والانتماء للمجتمع. وقد تأخذ المساعدة شكل توفير المعلومات المناسبة وتقييمها، وربط التجارب الشخصية، والاستماع إلى تجارب الآخرين وقبولها، وتوفير التفاهم المتعاطف وإنشاء الشبكات الاجتماعية. ويمكن لمجموعة الدعم أيضًا العمل على إعلام الجمهور أو المشاركة في الدعوة.

## التاريخ
تبدو مجموعات الدعم الرسمية ظاهرة حديثة، ولكنها تكمِّل المنظمات الأخوية التقليدية مثل الماسونية في بعض النواحي، وقد تُبني على بعض الوظائف الداعمة المنفذة (سابقًا) في أسر (موسعة).
وهناك أنواع أخرى من المجموعات المشكلة لدعم القضايا، بما فيها القضايا خارج نطاق اهتمامها، تسمى في أغلب الأحيان مجموعات الدعوة، مجموعات المصالح، مجموعات الضغط، أو المجموعات الترويجية. فالنقابات العمالية والعديد من المجموعات البيئية، مثلًا، هي مجموعات مصالح. يشير مصطلح مجموعة الدعم في هذه المقالة إلى دعم الأقران.

## الحفاظ على الاتصال
تحافظ مجموعات الدعم على الاتصال الشخصي بين أعضائها بطرق مختلفة. تقليديًا؛ تجتمع المجموعات شخصيًا بأعداد تسمح بالتفاعل الحواري. وتحافظ مجموعات الدعم على الاتصال من خلال الرسائل الإخبارية المطبوعة والحلقات الهاتفية ومنتديات الإنترنت والقوائم البريدية. وبعض مجموعات الدعم توجد فقط على الإنترنت (انظر أدناه).
تخضع العضوية في بعض مجموعات الدعم للرقابة الرسمية، مع شروط للقبول ورسوم عضوية. المجموعات الأخرى «مفتوحة» وتسمح لأي شخص بحضور اجتماع معلن ما مثلًا، أو المشاركة منتدى الإنترنت.

## الإدارة  بواسطة الأقران أو المهنيين
تُنظم مجموعة الدعم في مجال المساعدة الذاتية وتدار كليًا بواسطة أعضائها، وهم عادةً متطوعين ويتمتعون بخبرة شخصية في موضوع تركيز المجموعة. ويمكن الإشارة إلى هذه المجموعات أيضًا باسم الزمالات، مجموعات دعم الأقران، المنظمات العلمانية،  مجموعات المساعدة المتبادلة أو مجموعات المساعدة الذاتية المتبادلة. وأكثر المجموعات شيوعًا هي مجموعات الإثني عشر مرحلة مثل مدمني الكحول المجهولين ومجموعات المساعدة الذاتية للصحة العقلية.
ويسهل المهنيون عمل مجموعات الدعم المدارة مهنيًا وهم غالبًا لا يشاركون الأعضاء مشاكلهم، مثل الأخصائيين الاجتماعيين، علماء النفس، رجال الدين. ويتحكم المُيسِّر في المناقشات ويقدم خدمات إدارية أخرى. وكثيرًا ما توجد هذه المجموعات المدارة مهنيًا في أماكن مؤسسية، مثل المستشفيات ومراكز معالجة إدمان المخدرات والمرافق الإصلاحية. قد تستمر هذه الأنواع من مجموعات الدعم لفترة زمنية محددة، وتفرض أحيانًا رسومًا على حضور.

## الأنواع
تقدم مجموعة الدعم المعلومات في حالة المرض، الهوية أو التصرف المسبق وغيرها. وتعمل كمركز لتبادل الخبرات، ويمكن أن يكون بمثابة صوت للعلاقات العامة للمعانين وغيرهم من الأعضاء وأسرهم. تختلف مجموعات الأفراد ذوي الذكاء العالي أو أفراد مجتمع الميم، على سبيل المثال، في الشمولية، لكن يربط كلاهما الأشخاص على أساس الهوية أو التصرف المسبق.
أما بالنسبة للقضايا المؤقتة، مثل حالات الوفاة أو الحالات الطبية العرضية، تميل مجموعة الدعم  أكثر نحو مساعدة أولئك المعنيين للتغلب على حالتهم/تجربتهم أو تجاوزها.
وفيما يلي بعض مجموعات الدعم والحالات التي يمكن تشكيل مجموعات من أجلها:
- الإدمان
- الإيدز
- الزهايمر
- مدمنو الكحول المجهولون
- اضطراب القلق
- متلازمة أسبرجر
- الثكل
- اضطراب الشخصية الحدي
- الرضاعة الطبيعية
- السكتة الدماغية أو تلف الدماغ
- السرطان
- اضطراب النوم الإيقاع اليوماوي مثل اضطراب طور النوم المتأخر، والاستيقاظ اللا يوماوي
- الاعتمادية المشتركة
- السكري
- المدينون المجهولون
- العنف الأسري
- اضطراب الأكل
- الحمامى العقدية
- مجموعات مثلية سابقة
- عائلات المدمنين ومدمني الكحول
- الألم العضلي الليفي
- المقامرين المجهولين
- الفجع
- العقم
- داء الأمعاء الالتهابي
- متلازمة القولون المتهيج
- الصحة النفسية
- الإجهاض التلقائي
- الاضطراب المزاجي
- النوم القهري
- مرض باركنسون
- متلازمة الجلد الأحمر/إدمان الستيرويد الموضعي وانسحابه
- الناجين من الاعتداء الجنسي
- اضطراب النوم
- السكتة
- التلعثم
- مكافحة الانتحار
- التهاب القولون التقرحي

## مجموعات الدعم على الإنترنت

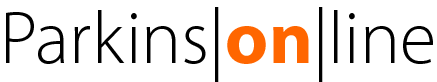
شعار مجموعات الدعم الافتراضية عبر الإنترنت (باركينز).

ومنذ عام 1982 على الأقل، وفرت شبكة الإنترنت مكانًا لمجموعات الدعم. لاحظت مارثا أينسورث أثناء مناقشة مجموعات الدعم الذاتية على الإنترنت كمقدمة للعلاج الإلكتروني، أن «النجاح الدائم لهذه المجموعات أثبت بقوة إمكانية التواصل عبر الحاسوب لإتاحة مناقشة القضايا الشخصية الحساسة».
في إحدى الدراسات حول فعالية مجموعات الدعم عبر الإنترنت بين مرضى بسرطان الرأس والرقبة، وُجد أن المشاركة الطويلة في مجموعات الدعم عبر الإنترنت أدت إلى تحسين نوعية الحياة الصحة.

### ما يزال من الصعب العثور على المجموعات المناسبة
يقول باحث من كلية لندن الجامعية: إن نقص الأدلة النوعية وحقيقة أن العديد من مجموعات الدعم غير مدرجة في محركات البحث يمكن أن تجعل العثور على مجموعة مناسبة أمرًا صعبًا ومع ذلك، يقول أن المجتمع الطبي يحتاج «أن يفهم كيفية استخدام الخبرات الشخصية بدلًا النهج القائم على الأدلة... تؤثر هذه المجموعة أيضًا على كيفية استخدام الأفراد للمعلومات. ويمكن أن تساعد الأشخاص على تعلم كيفية إيجاد المعلومات واستخدامها فمثلًا: يتبادل المستخدمون مواقع الويب ويناقشونها».
ليس من الصعب العثور على مجموعة دعم عبر الإنترنت، ولكن من الصعب العثور على مجموعة جيدة. يعطي جون م. غروهول في مقال ما الذي يجب البحث عنه في مجموعات الدعم الجيدة عبر الإنترنت، نصائح لتقييم المجموعات والحالات المتوفرة على شبكة الإنترنت: «في مجموعات الدعم الجيدة عبر الإنترنت، يلتزم الأعضاء لفترة طويلة بعد تلقي الدعم الذي كانوا يبحثون عنه. لأنهم يريدون إعطاء الآخرين ما وجدوه بأنفسهم في المجموعة، ويطلق علماء النفس على هذا الترابط الجماعي العالي، وهو قمة الإنجاز الجماعي».

### المزايا والمساوئ
أظهرت عدة دراسات أهمية الإنترنت في توفير الدعم الاجتماعي، وخاصةً للفئات التي تعاني من مشاكل صحية مزمنة. وفي حالات الأمراض غير المألوفة، يمكن أن يكون الإحساس بالانتماء للمجتمع والفهم رغم المسافات الجغرافية الكبيرة أمرًا مهمًا، بالإضافة إلى تبادل المعارف.
توفر مجموعات الدعم عبر الإنترنت ومجتمعات المتضررين من مشكلة شائعة عبر الإنترنت الدعم المتبادل والمعلومات، وهما ميزتان لا يمكن الفصل بينهما في أغلب الأحيان. وهم، بالنسبة لهنري بوتس من كلية لندن الجامعية، «مصدر مهم بالنسبة للمرضى». بحثت العديد من الدراسات في محتوى الرسائل، في حين المهم هو تأثير المشاركة في المجموعة على الفرد. ويشكو بوتس من أن الأبحاث عن هذه المجموعات متخلفة كثيرًا، وخاصةً المجموعات التي ينشئها الناس الذين يعانون من المشاكل، بدلًا من الباحثين ومهنيي الرعاية الصحية. يمكن للمجموعات المحددة من قبل المستخدم مشاركة نوع المعرفة العملية التي يمكن أن يغفلها أخصائيو الرعاية الصحية، وتؤثر على كيفية العثور على المعلومات وتفسيرها واستخدامها.
هناك العديد من الفوائد لمجموعات الدعم عبر الإنترنت التي عُثر عليها من خلال الدراسات البحثية. رغم أن مستخدمي مجموعة الدعم عبر الإنترنت غير مطالبين بإخفاء هويتهم، ولكن وجدت دراسة أجرتها بيم 2010، أن إخفاء الهوية مفيد لأولئك الذين يشعرون بالوحدة أو القلق. لا يتعلق ذلك ببعض الأشخاص الذين يبحثون عن مجموعات دعم، لأن ليس الجميع وحيدين و/أو قلقين، ولكن بالنسبة الذين هم كذلك، فإن مجموعات الدعم عبر الإنترنت هي نقطة انطلاق رائعة يمكن للمرء أن يشعر بالراحة للتعبيرعن أنفسهم بصدق لأن المستخدمين الآخرين لا يعرفونهم.
وجدت الدراسة أجراها والثر وبويد (2000) اتجاه شائع وراء السبب الذي يجعل الأشخاص يجدون مجموعات دعم عبر الإنترنت جذابة. أولًا، قلل البعد الاجتماعي بين الأعضاء عبر إنترنت الإحراج وأعربوا عن تقديرهم لنطاق الخبرات الكبير المقدم في الشبكة الاجتماعية عبر  الإنترنت. وبعد ذلك وجدوا أن إخفاء هويتهم زاد ثقة الفرد في تقديم الدعم للآخرين وقلل من الاحراج. وكان مستخدمو مواقع الدعم الاجتماعي مرتاحين لقدرتهم على مراجعة  وتحرير تعليقاتهم وإدخالات منتدى المناقشة قبل إرسالها، ولقدرتهم على الوصول لموقع الويب في أي وقت خلال اليوم. لا تُقدَّم خصائص مجموعات الدعم عبر الإنترنت هذه عند الانتقال إلى مجموعة دعم شخصية.
في دراسة أجراها غونتر إيسنباخ وجون باول ومارينا إنغليساكيس وكارلوس ريزو وأنيتا ستيرن (2004)، وجد الباحثون صعوبة في استخلاص استنتاجات حول فعالية مجموعات دعم الأقران على الإنترنت. في مجموعات الدعم عبر الإنترنت، يجب أن يكون لدى الأشخاص الرغبة في دعم ومساعدة بعضهم، ويذهب المشاركون في العديد من الأحيان إلى المواقع للحصول على المساعدة بأنفسهم أو يقتصرون على مجموعة فرعية معينة.
هناك فائدة إضافية لمجموعات الدعم عبر الإنترنت وهي أن المشاركة غير متزامنة. هذا يعني أنه ليس من الضروري أن يسجل جميع المشتركين دخولهم إلى المنتدى في وقت واحد للتواصل. يمكن نشر تجربة أو سؤال ويمكن للآخرين الإجابة عن الأسئلة أو التعليق على المنشورات عند تسجيل الدخول والحصول على إجابة مناسبة. وتسمح هذه الخاصية بالمشاركة والاتصال الجماهيري دون القلق بشأن ضيق الوقت. بالإضافة إلى ذلك، هناك غرف دردشة على مدار 24 ساعة ومساحات للمحادثة المركزة في كل أوقات النهار أو الليل. وهذا يتيح للمستخدمين الحصول على الدعم الذي يحتاجونه كلما احتاجوا إليه، مع البقاء مرتاحين ومجهولين، وإذا رغبوا في ذلك.

### الصحة النفسية
رغم وجود أبحاث قليلة نسبيًا حول فعالية مجموعات الدعم عبر الإنترنت في الصحة العقلية، هناك بعض الأدلة على أن مجموعات الدعم عبر الإنترنت يمكن أن تكون مفيدة. أُجريت تجارب واسعة عشوائية خاضعة للرقابة وجد بعضها آثار إيجابية وفشل بعضها الآخر في العثور على تأثيرات إيجابية.